# Temporada 1970-71 de los Buffalo Braves
La temporada 1970-71 fue la primera de los Buffalo Braves en la NBA, tras la expansión de la liga con la incorporación además de los Cleveland Cavaliers y los Portland Trail Blazers. La temporada regular acabó con 22 victorias y 60 derrotas, ocupando el séptimo puesto de la conferencia Este, no logrando clasificarse para los playoffs.

## Draft de expansión
| Jugador          | Posición  | Equipo             |
| ---------------- | --------- | ------------------ |
| Emmette Bryant   | Base      | Boston Celtics     |
| Freddie Crawford | Escolta   | Milwaukee Bucks    |
| Dick Garrett     | Base      | L.A. Lakers        |
| Herm Gilliam     | Escolta   | Cincinnati Royals  |
| Bill Hosket      | Ala-Pívot | New York Knicks    |
| Bailey Howell    | Ala-Pívot | Boston Celtics     |
| Paul Long        | Escolta   | Detroit Pistons    |
| Mike Lynn        | Alero     | Los Angeles Lakers |
| Don May          | Alero     | New York Knicks    |
| Ray Scott        | Pívot     | Baltimore Bullets  |
| George Wilson    | Ala-Pívot | Philadelphia 76ers |

:Fuente:

## Elecciones en elDraft
| Ronda | Puesto | Jugador        | Posición | Nacionalidad   | Universidad   |
| ----- | ------ | -------------- | -------- | -------------- | ------------- |
| 1     | 15     | John Hummer    | Pívot    | Estados Unidos | Princeton     |
| 2     | 24     | Cornell Warner | Pívot    | Estados Unidos | Jackson State |

## Temporada regular
| División Atlántico   | División Atlántico | División Atlántico | División Atlántico | División Atlántico | División Atlántico | División Atlántico | División Atlántico | División Atlántico |
| Equipo               | G                  | P                  | %                  | PD                 | Casa               | Fuera              | Neutral            | Div                |
| -------------------- | ------------------ | ------------------ | ------------------ | ------------------ | ------------------ | ------------------ | ------------------ | ------------------ |
| y-New York Knicks    | 52                 | 30                 | .634               | –                  | 32–9               | 19–20              | 1–1                | 10–6               |
| x-Philadelphia 76ers | 47                 | 35                 | .573               | 5                  | 24–15              | 21–18              | 2–2                | 10–6               |
| Boston Celtics       | 44                 | 38                 | .537               | 8                  | 25–14              | 18–22              | 1–2                | 8–8                |
| Buffalo Braves       | 22                 | 60                 | .268               | 30                 | 14–23              | 6–30               | 2–7                | 2–10               |

## Estadísticas
| Rk | Jugador          | Edad | P  | PT | MP   | TC  | TCI  | %TC  | TL  | TLI | %TL   | RB   | AS  | FP  | PTS  |
| -- | ---------------- | ---- | -- | -- | ---- | --- | ---- | ---- | --- | --- | ----- | ---- | --- | --- | ---- |
| 1  | Bob Kauffman     | 24   | 78 |    | 35.6 | 7.9 | 16.8 | .471 | 4.6 | 6.2 | .740  | 10.7 | 4.5 | 3.4 | 20.4 |
| 2  | Don May          | 25   | 76 |    | 35.1 | 8.3 | 17.6 | .471 | 3.6 | 4.6 | .791  | 7.5  | 2.0 | 2.9 | 20.2 |
| 3  | John Hummer      | 22   | 81 |    | 32.6 | 4.2 | 9.4  | .444 | 2.9 | 5.0 | .580  | 8.9  | 2.0 | 3.5 | 11.3 |
| 4  | Dick Garrett     | 24   | 75 |    | 31.7 | 5.0 | 12.0 | .414 | 2.9 | 3.3 | .869  | 3.9  | 3.5 | 3.9 | 12.9 |
| 5  | Em Bryant        | 32   | 73 |    | 29.3 | 3.9 | 9.4  | .421 | 2.1 | 2.8 | .744  | 3.6  | 4.8 | 3.6 | 10.0 |
| 6  | Herm Gilliam     | 24   | 80 |    | 26.0 | 4.7 | 11.2 | .422 | 1.8 | 2.4 | .751  | 4.2  | 3.6 | 3.1 | 11.2 |
| 7  | Mike Davis       | 24   | 73 |    | 22.2 | 4.3 | 10.6 | .410 | 2.7 | 3.6 | .760  | 2.6  | 2.1 | 3.0 | 11.4 |
| 8  | Cornell Warner   | 22   | 65 |    | 19.9 | 2.4 | 5.8  | .415 | 1.2 | 2.2 | .552  | 7.0  | 0.8 | 2.2 | 6.0  |
| 9  | Bill Hosket      | 24   | 13 |    | 16.7 | 3.6 | 6.9  | .522 | 0.8 | 1.3 | .647  | 5.8  | 1.5 | 2.1 | 8.1  |
| 10 | George Wilson    | 28   | 46 |    | 15.5 | 2.0 | 5.8  | .342 | 1.2 | 1.5 | .812  | 5.0  | 1.0 | 2.2 | 5.2  |
| 11 | Freddie Crawford | 29   | 15 |    | 13.5 | 2.4 | 7.1  | .340 | 1.1 | 1.7 | .615  | 2.3  | 1.6 | 1.2 | 5.9  |
| 12 | Nate Bowman      | 27   | 44 |    | 11.0 | 1.3 | 3.4  | .392 | 0.5 | 0.9 | .526  | 3.9  | 0.9 | 2.1 | 3.1  |
| 13 | Mike Silliman    | 26   | 36 |    | 10.2 | 1.0 | 2.2  | .456 | 0.5 | 1.1 | .487  | 1.7  | 0.6 | 1.0 | 2.5  |
| 14 | Paul Long        | 26   | 30 |    | 7.1  | 1.9 | 4.0  | .475 | 0.7 | 0.8 | .833  | 1.0  | 0.8 | 0.8 | 4.5  |
| 15 | Mike Lynn        | 25   | 5  |    | 5.0  | 0.4 | 1.4  | .286 | 0.6 | 0.6 | 1.000 | 0.8  | 0.2 | 1.8 | 1.4  |

## Galardones y récords
| Jugador      | Galardón |
| Bob Kauffman | All-Star |